# Stefania goini
Stefania goini är en groddjursart som beskrevs av Juan A. Rivero 1968. Stefania goini ingår i släktet Stefania och familjen Hemiphractidae. IUCN kategoriserar arten globalt som otillräckligt studerad. Inga underarter finns listade i Catalogue of Life.